# 奧地利的瑪格達列娜
奧地利的瑪格達列娜（德語：Magdalena von Österreich，1532年8月14日—1590年9月10日），神聖羅馬皇帝斐迪南一世與安娜·雅蓋洛的第四女。
瑪格達列娜終生未婚，1590年於提洛邦哈爾去世，享年58歲。